# Августин Бузура
Августин Бузура (рум. Buzura Augustin; 22 вересня 1938, с. Берінца, Румунія — 10 липня 2017, Бухарест) — румунський письменник, есеїст, журналіст, редактор, літературний критик. Член Румунської академії. Президент Румунського інституту культури (2004—2005). Головний редактор журналу «Cultura» («Культура»).

## Біографія
Закінчив Національний коледж у Бая-маре та медичний факультет університету в Клуж-Напока, став психіатром.
З 1990 — президент Фонду культури Румунії. Президент інституту культури Румунії в 2003-2004.
Член Румунської академії, Бразильської літературної академії (Academia Brasileira de Letras) і Академії латині. Почесний доктор університету «Лучіана Блага» в Сібіу. Член-кореспондент південноєвропейського літературного товариства.
Нині головний редактор журналу «Cultura» («Культура»).

## Творчість
У 1963 дебютував в Бухаресті зі збіркою оповідань «Capul Bunei Speranţe» («Мис Доброї Надії»). У 1964 відмовився від медичної практики, зайнявся журналістикою, став секретарем редакції журналу «Tribuna». Крім журналу «Трибуна», друкувався на сторінках практично всіх румунських літературних журналів, він автор ряду публікацій, створених під егідою Фонду культури Румунії.
У 1967 опублікував другий том своїх оповідань «De се zboară Vulturul?» («Літає чи орел?»). Після цього повністю присвятив себе літературній творчості.
Його романи «Absenţii» (1970), «Feţele tăcerii» (1974), «Orgolii» (1977), «Vocile nopţii» (1980), «Refugii» (1984) і «Drumul cenuşii» зазнали цензури комуністичної влади Румунії, але сам автор став відомим серед читачів.
Роман «Recviem Pentru nebuni şi bestii» («Реквієм для дурнів і звірів», 1999) став знаковим твором перехідного часу румунського суспільства. Його останній роман «Raport asupra singurătăţii» («Звіт про стан самотності», 2009) досліджує румунське суспільство протягом більш ніж 70 років, тонко передає історію безлічі дійових осіб і подій у широкому європейському контексті.
Всі романи письменника витримали безліч видань в Румунії і за кордоном.
Автор кількох кіносценаріїв: «Orgolii» (1981), «Padureanca» (1987), «Undeva în Est» (1991).

## Нагороди
Аугустин Бузура — лауреат багатьох літературних нагород, зокрема тричі ставав лауреатом премій Спілки письменників Румунії.

## Вибрані твори
- Capul Bunei Speranţe, 1963
- De ce zboara vulturii, 1967
- Absenţii, 1970
- Orgolii, 1974
- Feţele tăcerii, 1974
- Vocile nopţii, 1980
- Bloc-notes, 1981
- Refugii, 1984
- Drumul cenuşii, 1988
- Recviem pentru nebuni şi bestii, 1999
- Raport asupra singurătăţii, 2009